# The Art of Navigating by the Stars
The Art of Navigating by the Stars è il sesto album della band progressive metal Sieges Even. È il primo album in cui c'è la partecipazione del cantante Arno Menses.

## Recensione
L'album è stato descritto da  Sea of Tranquility  webzine come "uno degli album di rimonta più attesi dell'anno" e stilisticamente comparato con l'album A Pleasant Shade of Gray della band Fates Warning in quanto "si tratta di una lunga composizione suddivisa in otto tracce, oltre a un breve tratto di introduzione. Questi movimenti, o sequenze come sono chiamati nel libretto, sono tutte parti di una grande canzone di 63 minuti, collegate attraverso vari temi e motivi chiave ".

## Tracce
1. Navigating by the Stars − 0:29
2. The Weight − 10:14
3. The Lonely Views of Condors − 6:14
4. Unbreakable − 9:00
5. Stigmata − 8:22
6. Blue Wide Open − 5:13
7. To the Ones Who Have Failed − 7:26
8. Lighthouse − 7:42
9. Styx − 8:55